# クリストファー・ラクソン
クリストファー・マーク・ラクソン（英: Christopher Mark Luxon、[ˈlʌksən]、1970年7月19日 - ）は、ニュージーランドの政治家。同国首相（第42代）、ニュージーランド国民党の第16代党首を務める。ニュージーランド航空CEO、ユニリーバカナダ支部CEOを歴任。

## 来歴
1970年7月19日にニュージーランド南島のクライストチャーチでローマ・カトリックの家庭で誕生。7歳の時に、 ジョンソン・エンド・ジョンソンで勤務していた父のグラハムの転勤でオークランドに引っ越した。11年後にクライストチャーチへ帰郷し、クライストチャーチ男子高等学校に入学。学生時代にはマクドナルドでアルバイトとして勤務していた。1992年にカンタベリー大学の卒業と共に、商学修士号を取得する。
1999年から2011年までユニリーバに就職。ウェリントン支社で管理研修生を経て、1995年に正社員となった。シドニーやロンドン、シカゴを転々とし、2008 年にユニリーバが再編されたとき、彼はトロントに拠点を置く同社のカナダ支社のCEOに就任。2011年にはニュージーランド航空のGMとして入社し、2012年6月19日に同年末にロブ・ファイフの後任としてCEOに指名される。ラクソンが在職している間にニュージーランド航空の業績が好調になり、ニュージーランド国内随一のブランドとして親しまれるようになった。ラクソンは2014年4月にニュージーランド観光産業協会の理事に任命された。同年にはヴァージン・オーストラリア取締役会の一員となる。
2021年2月、ラクソンがニュージーランド航空のCEOを務めていた間、提携会社がイエメン内戦の際にイエメンへの水、食料、医療支援などの必需品の供給を妨害されていたにもかかわらず、サウジアラビア軍の船舶を政府の許可なしに無断で支援していたことが明らかになった。報道局の取材でラクソンは「私がニュージーランド航空にいた前に支援していたかもしれない」と語った。ジャシンダ・アーダーン首相（当時）はラクソンの対応を非難している。ラクソンは後に「ニュージーランド航空のCEOとして認識が甘かった、過ちだった」と述べた。
2020年ニュージーランド総選挙では労働党が代議院議席を大幅に失う中、ラクソンは得票率52％でボタニー選挙区から代議院議員に選出された。処女演説で、公の場で自分のキリスト教徒を守る一環で自由を唱え続けたキング牧師やケイト・シェパードを称賛し、国民党の極端な固定概念を変えていくことを主張している。2021年4月、選挙後に国民党党首のジュディス・コリンズの指導力が疑問視され、ラクソン又はサイモン・ブリッジスが主な後任候補となる可能性があると推測された。しかし、11月25日にサイモン・ブリッジズは国民党党首の後任を辞退し、ラクソンが11月30日に党首に就任。
2023年ニュージーランド総選挙では、自身率いる国民党が48議席を獲得し、勝利。2023年11月27日、シンディ・キロ総督の任命を受け、首相に就任した。
中道右派であることをラクソン自身は認識している。取材陣からニュージーランドの君主制廃止の是非を問われると、ラクソン自身は「穏健な共和主義者」と称し、ニュージーランドは最終的に共和制を目標としているが、共和制への移行の可能性は低いとしている。2023年パレスチナ・イスラエル戦争についても、ハマースによるイスラエルの夜間攻撃にショックを受け、悲しんでいると述べた。イスラエルには自衛する権利があると述べた。

## 政策

### 内政
- たばこ禁止法の撤廃を決定。 完全な禁止は闇市場の拡大を招く事、 たばこ販売による増収を減税に役立てる為とされている。[15]
- 全国の学校で携帯電話の使用を禁止。 同氏は携帯電話の禁止により、授業が妨害されることが減り、子どもたちがより集中できるようになると主張。[16]

## 人物
ラクソンは妻のアマンダと教会で出会い、23歳のときに結婚した。アマンダとの間に1男1女を儲けている。私の趣味はDIY、カントリー・ミュージック、水上スキーであると語っている。歴任首相の中で、ジョン・キーに次いで史上2番目に裕福な人物とされている。資産統計は2,100万ドル以上の保持が推測されている。